# Produit laitier
Pour l’article homonyme, voir Les produits laitiers.

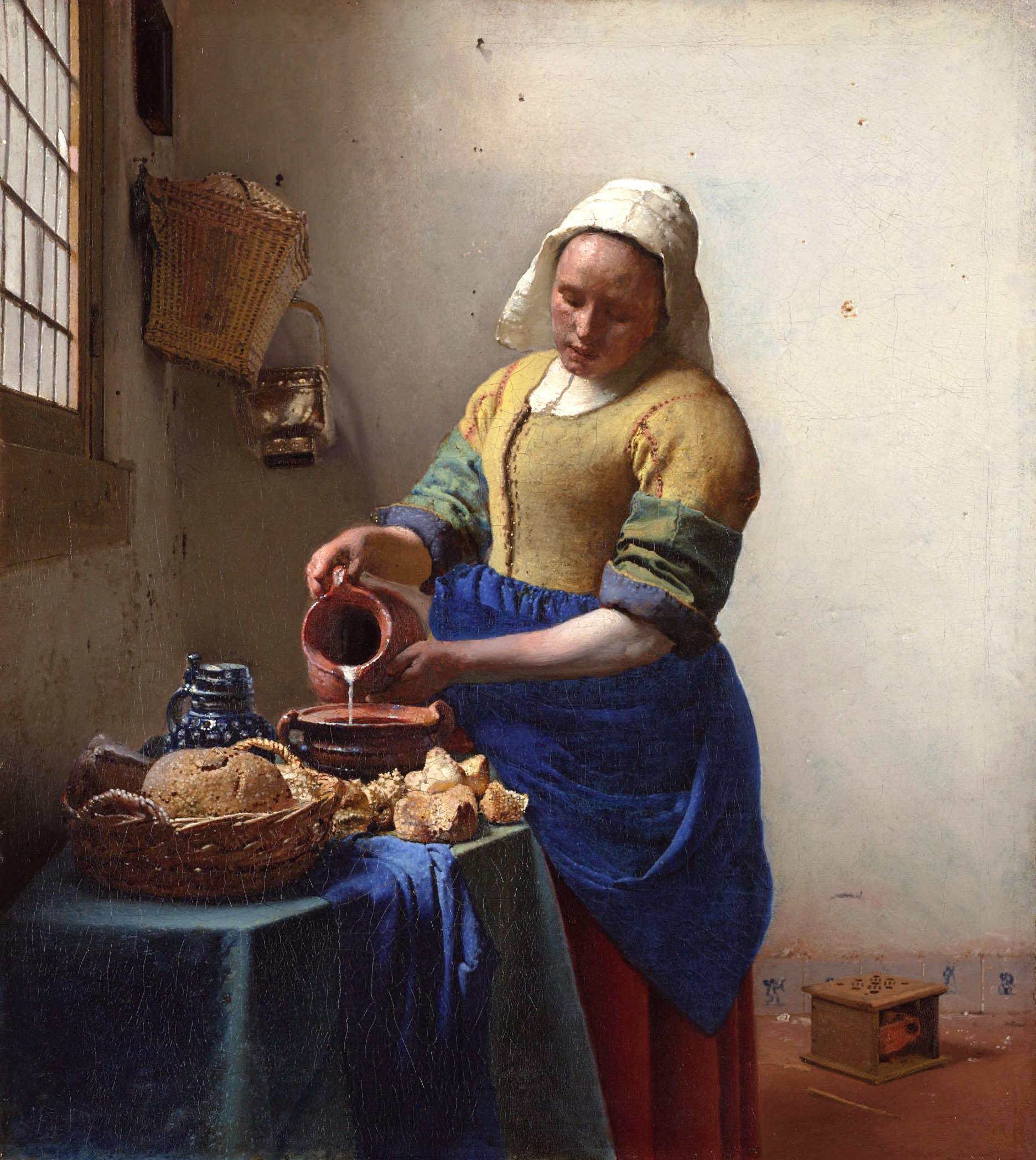
Jan Vermeer, La Laitière, Rijksmuseum Amsterdam, 1658–1660.

Les produits laitiers, ou laitages, sont les laits ou les transformations alimentaires obtenus à partir de lait. Quand il y a transformation, le lait majoritairement mis en œuvre est le lait de vache, mais on utilise également le lait cru de chèvre, de brebis, de chamelle, de yak, de bufflonne… Leur introduction dans l'alimentation humaine, généralement après sevrage, remonte à la révolution néolithique.
Les produits laitiers ne sont pas nécessairement produits à partir de lait cru, mais aussi à partir de lait pasteurisé, stérilisé, UHT, etc.
La consommation de produits laitiers était à l'origine surtout présente dans la cuisine européenne (et plus largement occidentale), moyen-orientale, sahélienne/soudanienne, est-africaine, indienne, tibétaine, mongole et d'Asie centrale et beaucoup moins dans la cuisine est-asiatique, amérindienne et d'Afrique équatoriale. Elle a toutefois connu une croissance considérable au niveau mondial depuis le début des années 1950, notamment en Asie de l'Est (Chine, Japon Corée, etc.) où ces produits étaient traditionnellement moins consommés. Elle reste toutefois faible en Afrique équatoriale. Les produits laitiers constituent l'apport indispensable en vitamine B12 pour les végétariens. Les végétaliens, qui excluent les produits laitiers de leur alimentation, doivent eux obligatoirement recourir à la supplémentation par ingestion de vitamine B12 obtenue par l'élevage et la multiplication industrielle de bactéries.

## Les produits

La production de lait et la consommation des produits laitiers dans le monde.

Les produits laitiers sont essentiellement utilisés dans l'alimentation humaine, soit directement, soit comme ingrédients dans la pâtisserie, la biscuiterie, la charcuterie, en fromagerie, mais aussi dans l'alimentation animale (lait en poudre pour les veaux, lactosérum pour les porcs). Les produits laitiers sont, en général, des denrées périssables et de l'agriculteur au consommateur, la chaîne du froid doit être respectée pour certains de ceux-ci de manière qu'ils restent comestibles. Ces aliments sont en général perçus comme étant bons pour la santé.
Le lait cru est une production issue de l'élevage; il est transformé, pour l'essentiel, par l'industrie laitière. Dans l'UE, en 2011, la répartition de ces produits issus du lait de vache était la suivante :
- fromages 44 %
- laits standardisés 16 %
- beurres 16 %
- crème, lait en poudre, yaourts, et autres produits frais 24 %

Les produits laitiers les plus connus sont :
- lait cru
  - lait standardisé
    - lait pasteurisé
    - lait stérilisé
    - lait UHT
    - lait concentré sucré et non sucré
    - lait en poudre
    - lait demi-écrémé
    - lait entier
    - lait écrémé
- lait fermenté
- crème
- yaourts
- fromages
- caséine

Le beurre est un aliment obtenu à partir de la matière grasse du lait. Le babeurre, aussi appelé lait de baratte, lait battu, lait de beurre ou lait à fermentation qualitative, brevage issu de crème fraîche ou fermentée après fabrication du beurre par barattage.

## Historique
Les produits laitiers sont connus depuis des millénaires, vraisemblablement depuis le Néolithique. La domestication d'espèces pouvant produire du lait est attestée depuis 8700 av. J.-C. et il semble que les hommes de cette époque aient utilisé ces animaux pour la production de lait, comme en témoignent des récipients ornés. Cependant, en 2010, la date de la première transformation du lait en produits laitiers comme le beurre ou le fromage n'est pas connue. Certains historiens suggèrent que les premières transformations fromagères appelées aujourd'hui caillé, faisselle, caillebotte, jonchée, cottage cheese, leben, raïb, kombucha, kéfir pourraient dater du VIIe millénaire av. J.-C., issues fortuitement du transport de lait dans des estomacs de jeunes animaux abattus lesquels produisent la présure comme enzyme. La légende comporte plusieurs variantes,. Les premiers moules ou formes à caillé connus ne date que du IIIe millénaire av. J.-C. Des bas-reliefs sumériens datant du XXXVe siècle av. J.-C. représentent la traite des vaches et le caillage.
Les plus anciennes traces archéologiques de fabrication du fromage retrouvées datent de l’époque de l’Égypte ancienne, trouvées sur des peintures murales dans des tombes et datant de 2000 de l’ère commune. Les premiers fromages devaient être aigres et salés, similaires en texture au cottage cheese ou à la féta.
À partir du Ier millénaire av. J.-C. en Europe, aussi bien dans la Rome antique qu'en Grèce, les fromages de lait de chèvre et de brebis : (grec ancien τυρός, « túros ») étaient des aliments quotidiens, plus ou moins secs, ils étaient mangés avec du miel. Les Grecs en exportaient même vers la Gaule. Le beurre (grec ancien βοὐτυρον, « boúturon ») était connu des grecs, mais peu utilisé. C'était, pour eux, une spécialité des Thraces au nord de la mer Égée, que le poète comique Anaxandridès surnommait d'ailleurs « mangeurs de beurre ». Le πυριατή était servi comme un dessert et devait ressembler au yogourt. Les écrits les plus anciens relatifs aux yaourts sont attribués à Pline l'Ancien, celui-ci relate que certaines tribus « barbares » savaient « épaissir le lait en une matière d’une agréable acidité ». Le traité Libri de re rustica de Columelle détaille un procédé de fabrication utilisant la coagulation du lait au moyen de la présure, le pressage du lait caillé, le salage et le vieillissement. Ailleurs, peu de faits sont connus. Selon la tradition juive, les laitages ou milchig sont une des trois catégories d'aliments cachers, mais ils ne doivent pas être mélangés avec des aliments d'une autre catégorie.
Au Moyen Âge, les laitages sont toujours un des aliments de base des populations ouest-européennes, vraisemblablement en raison du faible prix relatif, de la possibilité de conservation -en particulier d'été jusqu'en hiver- et de transport. Certains monastères organisés en grandes exploitations deviennent d'importants centres de productions fromagères. Dès lors, des méthodes de fabrication sont élaborées et sont parvenues jusqu'à nous comme pour les roqueforts, munsters, maroilles. Le développement semi-industriel du fromage se poursuit, parallèlement à l'urbanisation, posant quelques problèmes de sécurité alimentaire. Les techniques de production se répandent peu à peu.

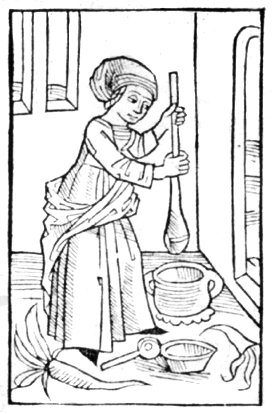
Barattage du beurre.

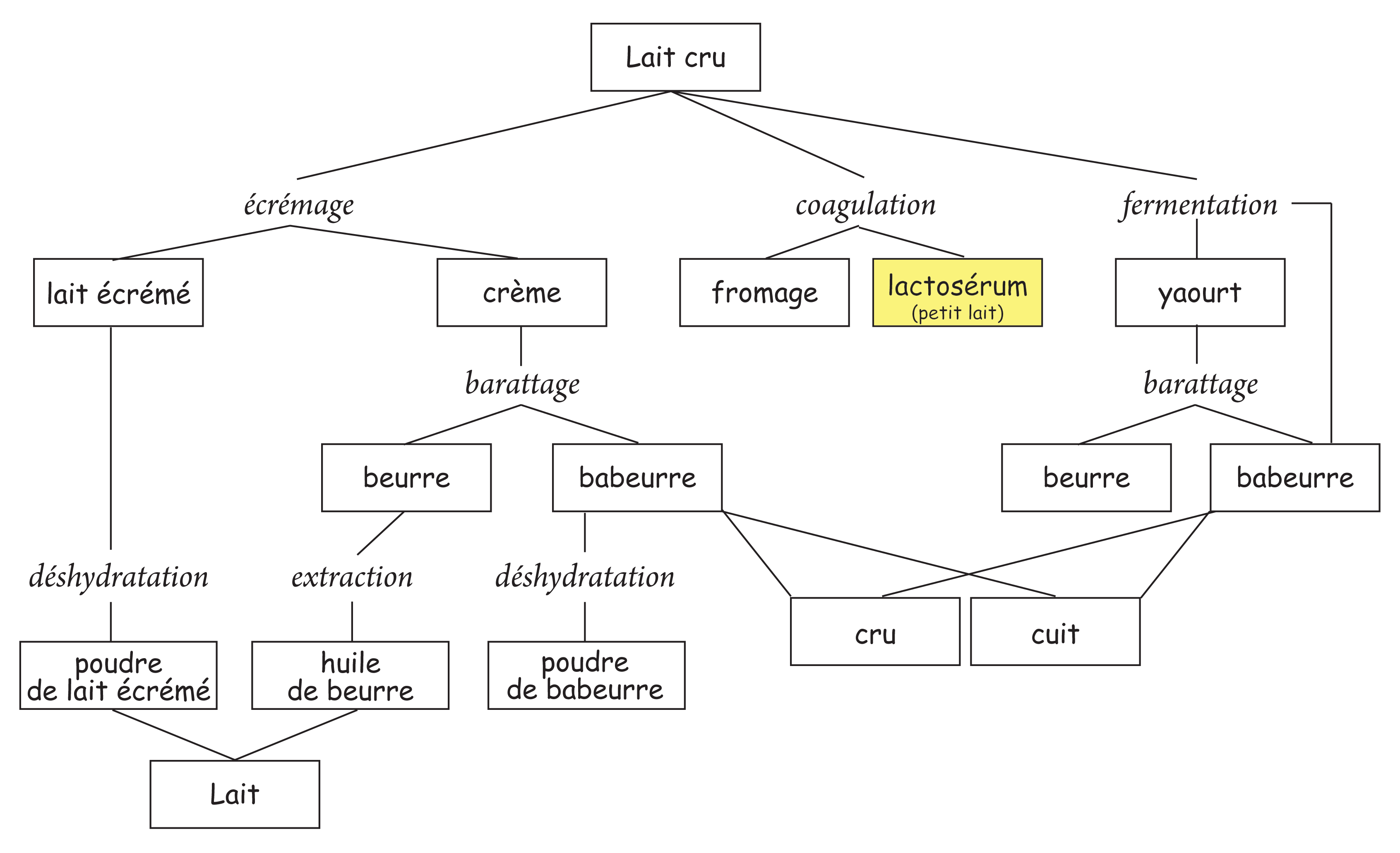
Schéma des fabrications traditionnelles.

En 1477, le médecin piémontais Pantaleone da Confienza publie la Summa lacticiniorum, le traité sur les laitages le plus ancien d'Europe.
C'est au XIXe siècle, avec les travaux de Louis Pasteur et d'Émile Duclaux que l'industrialisation et la diversification telles que nous les connaissons aujourd'hui deviennent possibles. La pasteurisation et la création de ferments stables vont permettre de sécuriser les procédés et donc autoriser le transport au long cours du fromage alors que, jusque-là, le lait de ferme était un produit malsain cantonné aux campagnes, le beurre ou le fromage étant réservés dans les villes aux tables de luxe.
La première machine à traire a été inventée par l'Américain Colvin en 1862, Gustaf de Laval développe le séparateur centrifuge à crème en 1878. Parallèlement, l'apparition des technologies permettant la réfrigération, le transport et le chauffage des cuves va permettre l'apparition de l'industrie laitière. Au XXe siècle, les progrès industriels et agricoles continuent, y compris dans le domaine de la conservation (brique Tetra Pak dans les années 1960, lait UHT dans les années 1970) et la consommation augmente. La sélection génétique des bovins qui débute au XIXe siècle favorise les races avec des laits caractéristiques, puis permet d'augmenter la production, grâce aussi à des animaux en meilleure santé.
Alors que tous les procédés techniques se sont diffusés, apparaît d'abord en France puis dans le reste de l'Union européenne, la volonté de protéger certaines productions locales jugées uniques. Ainsi, par des lois de 1905, 1955, 1973, la France protège les éleveurs producteurs fromagers locaux des contrefaçons. La création des AOC date de 1935. Cette législation est adoptée au niveau européen en 1992.
Après la Seconde Guerre mondiale, la production explose. Pierre Mendès France rend obligatoire en France la distribution du verre de lait sucré à l’école en 1954 pour des raisons hygiénistes mais aussi économiques afin d'assurer un débouché au « fleuve blanc ». Dans les années 1970, le cracking du lait permet à l'industrie laitière d'innover en créant de nouveaux produits (lait allégé en lactose, lait écrémé, lait demi-écrémé correspondant à cette époque à la mode de la lipophobie) mais aussi de nouvelles demandes à coup de campagnes publicitaires coûteuses pour ce marché saturé.
Au début du XXIe siècle, la Chine commence à produire et consommer des produits laitiers, alors que cela ne faisait pas partie de sa culture.

### Adaptation
Parallèlement ou antérieurement au développement des techniques de fabrication des produits laitiers, une adaptation permettant de continuer à digérer le lait par les adultes est apparue au sein de communautés d'humains consommant cet aliment. Dans ces populations, la tolérance au lactose est due à la conservation de l'activation du gène produisant l'enzyme appelée lactase après le sevrage. Des mesures révèlent que, si près de 96 % des adultes d'Europe du Nord sont en mesure de digérer le lactose, seulement de 50 % à 75 % des Africains, des Indiens, des Moyens-Orientaux, des Européens de l'Est en sont capables. Presque tous les Amérindiens et les Asiatiques en sont incapables. Aussi de nombreuses cultures étaient réfractaires, jusqu'à l'époque contemporaine, à la consommation de lait et parfois de ses dérivés - qui ne posent problème que s'ils contiennent encore du lactose. Ainsi la Chine ne consommait pratiquement pas de lait ni de produits laitiers jusque dans les années 1970.
Les industriels du secteur laitier font preuve d'une grande capacité d'innovation pour augmenter la consommation des laitages et donc les ventes, comme en témoignent par exemple leurs alicaments à base de laits commercialisés dans la grande distribution depuis le début des années 2000, mais ils utilisent aussi toutes les capacités du marketing, en brandissant, le cas échéant, l'image non-protégée de la tradition et du savoir-faire des PME laitières et fermières françaises.

## Le lait et la santé
Selon le sociologue Jean-Pierre Corbeau spécialisé dans les peurs alimentaires, un « discours anti-lait » est apparu dans les années 1990 essentiellement dans des ménages urbains avec un bon pouvoir d'achat, dans une logique non plus de la peur du manque mais de l'excès, favorisé initialement par l'ambivalence symbolique du lait et mis en exergue par des cas d'intolérance au lactose et d'allergie aux protéines de lait de vache.
Les études scientifiques montrent que cette allergie au lait concerne 3 à 4 % des nourrissons mais environ 90 % d'entre eux guérissent aux alentours de 4 à 5 ans.
La consommation de produits laitiers diminue le risque de cancer colorectal (selon un suivi de près de 480 000 hommes et femmes de la cohorte épidémiologique « European Prospective Investigation into Cancer and nutrition » (EPIC) durant 11 ans, quel que soit le produit laitier (lait entier ou écrémé, yaourt, fromage) et sans lien avec sa teneur en matières grasses. Et l'effet protecteur du calcium serait limité au calcium d’origine laitière,,. La consommation de produits laitiers diminue également le risque de surpoids, d'obésité, d'hypertension et de diabète de type 2.
Une consommation excessive de calcium (plus de 1 500 mg de calcium/jour) favoriserait le cancer de la prostate. Aussi, l'Organisation mondiale de la santé préconise au maximum 2 produits laitiers par jour (soit 500 mg de calcium environ, ce qui équivaut à une portion de fromage de 40 g et un verre de lait ou un yaourt) alors que les médecins français recommandent entre 600 et 700 mg/jour et le Centre national d'études et de recommandations sur la nutrition et l'alimentation 1000 à 1 200 mg/jour pour les adolescents et personnes âgées, 900 mg/jour pour les adultes.
Cependant, les recommandations d’apport calcique varient selon les experts et d’un pays à l'autre,.
La consommation de produits laitiers a des dimensions historiques et culturelles notamment pour les peuples d'éleveurs de Mongolie, d'Afrique et d'Europe du Nord, partout où les élevages bovins, caprins ou ovins sont significatifs. L'Europe, l'Australie, les États-Unis, le Canada, L'Argentine sont aujourd'hui des consommateurs importants de produits laitiers. La consommation se développe dans les pays émergents et s'étend aussi dans des pays anciennement réfractaires.

### Restrictions alimentaires religieuses
Dans les principales branches du christianisme qui imposent de manger peu gras pendant certaines périodes de l'année, comme durant le carême, il est interdit de consommer des aliments dit gras. Cela a conduit les cuisiniers à remplacer les laitages par des aliments dit maigres les jours de jeûne. Ainsi au Moyen Âge, dans certaines recettes, le lait animal est remplacé par le lait d'amande. En Bretagne, le lait ribot (du breton laez ribod qui signifie lait baratté), est un lait maigre que l'on boit le vendredi.

## Publicité pour les produits laitiers
Dans les années 1990, trois spots TV de promotion des produits laitiers financés par l'industrie ont été diffusés à la télévision française. Ils mettent en scène des adolescents buvant du lait et mangeant du fromage et des yaourts tout en faisant du sport.
En 2007, un nouveau film publicitaire met en scène des petits squelettes se délectant de lait, fromage, beurre, crème et desserts lactés sous l'œil d'une vache.
Il existe aussi un organisme de promotion des produits laitiers au Québec.

## Techniques marketing
En 2018, à la suite d'une vidéo du Youtubeur Mister V sortie deux ans auparavant, l'agence de communication de la filière laitière crée un spot publicitaire utilisant l'image du youtubeur. Cette stratégie de communication ayant permis à la filière de passer de nouveau à la télévision, elle suit la continuité de 2009, où ils avaient déjà fait le "buzz" avec la célèbre publicité "Paf ! Paf ! Le Loup !".
C'est une publicité qui a fait énormément parler d'elle sur les réseaux sociaux, les fans du Youtubeur réclamant une publicité TV, ce que la filière va rapidement réaliser avec un second spot où le youtubeur sera mis en scène dans un style Western. Nouveau succès qui va permettre à la filière laitière de gagner en popularité sur les réseaux sociaux.

## Composition nutritionnelle des laits et dérivés
- Les valeurs sont données pour 100 grammes de denrées comestibles de l'aliment.
- Base de calcul de la valeur calorique pour 1 gramme (1 kcal = 4,18 kJ) :
  - Glucides : 4 kcal ou 17 kJ
  - Protéines : 4 kcal ou 17 kJ
  - Lipides : 9 kcal ou 38 kJ

| Aliment                              | Famille                               | Calories (kcal) | Joules (kJ) | Glucides (g) | Protides (g) | Lipides (g) | Calcium (mg) | Phosphore (mg) | Potassium (mg) | Magnésium (mg) | Sodium (mg) |
| ------------------------------------ | ------------------------------------- | --------------- | ----------- | ------------ | ------------ | ----------- | ------------ | -------------- | -------------- | -------------- | ----------- |
| Lait concentré sucré entier          | Lait                                  | 335             | 1400        | 54           | 8,2          | 9           | 361          | -              | 388            | -              | 166         |
| Lait cru                             | Lait                                  | 63              | 263         | 5            | 3,2          | 3,8         | 120          | 95             | 150            | 12             | 47          |
| Lait entier                          | Lait                                  | 65              | 272         | 5            | 3,5          | 3,5         | 119          | 95             | 150            | 12             | 47          |
| Lait demi-écrémé                     | Lait                                  | 47              | 195         | 5            | 3,2          | 1,55        | 112          | 95             | 150            | 12             | 47          |
| Lait écrémé                          | Lait                                  | 35              | 145         | 5            | 3,2          | 0 ,5        | 112          | 90             | 160            | 12             | 47          |
| Yaourt standard nature               | Lait fermenté                         | 44              | 213         | 5,5          | 4,3          | 1,2         | 148          | 112            | 204            | 13             | 61          |
| Yaourt entier aux fruits             | Lait fermenté                         | 112             | 474         | 19           | 3,2          | 2,7         | 160          | 112            | 204            | 13             | 61          |
| Yaourts aromatisés moyenne           | Lait fermenté                         | 82              | 346         | 14           | 4            | 1,1         | 148          | 112            | 204            | 13             | 61          |
| Bifidus aromatisé sucré moyenne      | Lait fermenté                         | 117             | 490         | 14           | 4,4          | 4           | 160          | 112            | 204            | 13             | 61          |
| Dessert chocolat crème               | dessert lacté                         | 172             | 718         | 18           | 5            | 8           | 63           | 50             | -              | -              | -           |
| Flan nappé                           | dessert lacté                         | 118             | 492         | 16           | 5            | 3           | 63           | 50             | -              | -              | -           |
| Café liégeois                        | dessert lacté                         | 128             | 538         | 16,8         | 2,5          | 5,7         | -            | -              | -              | -              | -           |
| Fromage blanc nature 0 % Mg/EST      | fromage blanc                         | 44              | 184         | 2            | 8            | 0           | 126          | 100            | -              | -              | -           |
| Fromage blanc nature 20 % mg/EST     | fromage blanc                         | 57              | 240         | 2            | 8            | 4           | 120          | 100            |                |                |             |
| Fromage blanc 40 % mg/EST            | fromage blanc                         | 116             | 485         | 2            | 8            | 8           | 120          | 100            |                |                |             |
| Type petits-suisses 20 % mg/EST      | fromage blanc                         | 83              | 349         | 3            | 9,5          | 3,7         | 140          | 100            | 130            | 10             | 40          |
| Brie 50 % mg/EST                     | fromage à pâte molle à croûte fleurie | 270             | 1128        | 0            | 17           | 21          | 400          | 250            | 160            | 12             | 950         |
| Camembert 45 % mg/EST                | fromage à pâte molle à croûte fleurie | 312             | 1304        | 0            | 20           | 24          | 400          | 250            | 150            | 20             | 700         |
| Munster                              | fromage à pâte molle à croûte lavée   | 247             | 1032        | 0            | 16           | 20          | 450          | 320            | 125            | 23             | 970         |
| Livarot                              | fromage à pâte molle à croûte lavée   | 361             | 1510        | 0            | 24           | 29          | 550          | 400            | 110            | 23             | 700         |
| Maroilles                            | fromage à pâte molle à croûte lavée   | 361             | 1510        | 0            | 24           | 29          | 800          | 550            | 130            | 40             | 1050        |
| Bleu                                 | fromage à pâte persillée              | 406             | 1696        | 1,8          | 18           | 31,5        | 500          | 360            | 150            | 20             | 1200        |
| Roquefort                            | fromage à pâte persillée              | 412             | 1721        | 0            | 23           | 35          | 620          | 400            | 120            | 25             | 1600        |
| Fourme d'Ambert                      | fromage à pâte persillée              | 367             | 1533        | 1,8          | 18           | 31,5        | 670          | 450            | 150            | 25             | 1700        |
| Cantal, Edam                         | fromage à pâte pressée non cuite      | 343             | 1434        | 0            | 24           | 27          | 780          | 470            | 140            | 30             | 900         |
| Gouda                                | fromage à pâte pressée non cuite      | 343             | 1434        | 0            | 24           | 27          | 920          | 520            | 120            | 30             | 600         |
| Reblochon                            | fromage à pâte pressée non cuite      | 343             | 1434        | 0            | 24           | 27          | 640          | 400            | 200            | 30             | 870         |
| Saint-paulin                         | fromage à pâte pressée non cuite      | 343             | 1434        | 0            | 24           | 27          | 700          | 360            | 100            | 30             | 880         |
| Beaufort                             | fromage à pâte pressée cuite          | 377,5           | 1578        | 0            | 28           | 29          | 1100         | 650            | 120            | 33             | 950         |
| Comté                                | fromage à pâte pressée cuite          | 377,5           | 1578        | 0            | 28           | 29          | 1050         | 620            | 140            | 50             | 300         |
| Emmental                             | fromage à pâte pressée cuite          | 377,5           | 1578        | 0            | 28           | 29          | 1200         | 850            | 140            | 37             | 430         |
| Parmesan                             | fromage à pâte pressée cuite          | 405             | 1692        | 0            | 28           | 32          | 1250         | 950            | 140            | 350            |             |
| Fondu crème de gruyère               | fromage à pâte fondue                 | 279             | 1165        | 1,5          | 14,5         | 23,5        | 500          | 780            | 100            | 20             | 1100        |
| Cancoillotte                         | fondu de metton-spécialité            | 146             | 610         | 1            | 17           | 8           | 492          | -              | -              | -              | -           |
| Mozarella                            | fromage à pâte filée                  | 261             | 1091        | 1,5          | 18           | 20          | 400          |                |                |                |             |
| Pâte fraîche à l’ail et fines herbes | spécialité fraîche                    | 104             | 435         | 3            | 9,5          | 3           | 120          | -              | -              | -              | -           |

(Source documentaire : cahier nutrition-diététique 1979 – E.Vieling, cours de nutrition 2002 – Dr JM Cohen - 2003 ; Base de données constituées avec ces ressources et les emballages alimentaires français 2005)

## Conservation

### En France
Les produits avec l'appellation "cru"ou "microfiltré" n'ont pas été chauffés.
Les produits UHT ont été chauffés entre 135 et 150 °C,.
Les produits pasteurisés ont été chauffés entre 65 et 85 °C,,
Les produits stérilisés ont été chauffés à 115 °C.

## Divers

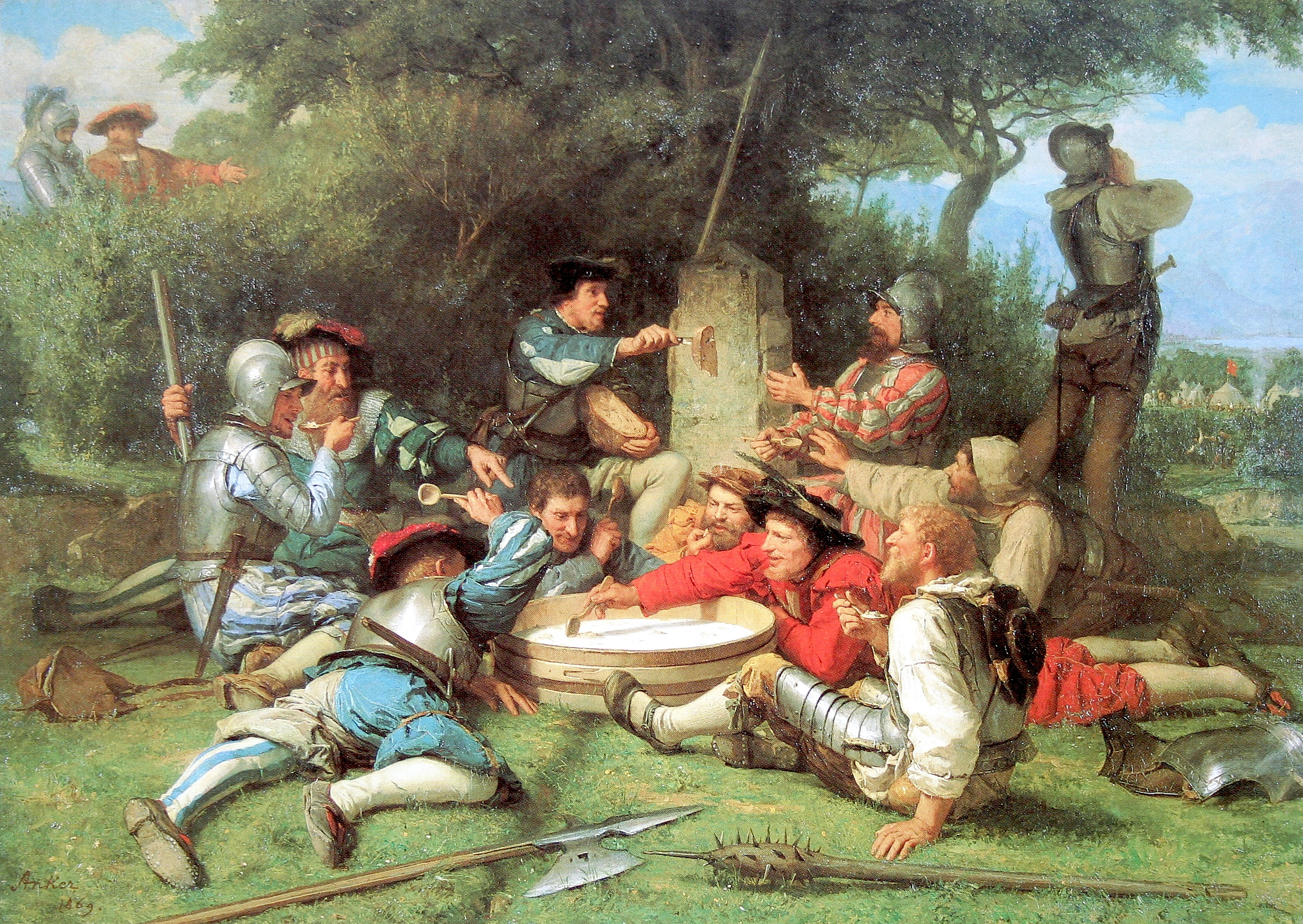
Soldats suisses se régalant d'une soupe au lait. Albert Anker.

La poudre de lait, la matière grasse et la protéine de lait (caséine) sont des produits que les groupes fromagers revendent pour d'autres usages industriels comme la fabrication de produits pharmaceutiques et pour renforcer l'acier.